# Río Jatunyacu
Der Río Jatunyacu, oder kurz: Jatunyacu, ist der linke Quellfluss des Río Napo in der Provinz Napo in Ecuador.

## Flusslauf
Der Río Jatunyacu entsteht am Zusammenfluss von Río Verdeyacu und Río Mulatos. Er fließt über eine Strecke von 30 km in überwiegend östlicher Richtung. Dabei durchschneidet er einen in Nord-Süd-Richtung verlaufenden Gebirgszug der Cordillera Real. Bei Flusskilometer 19 mündet der Río Llocullón rechtsseitig in den Fluss. Dieser vereinigt sich 5,5 km südlich der Stadt Tena mit dem von Süden kommenden Río Anzu zum Río Napo.

## Hydrologie
Das Einzugsgebiet des Río Jatunyacu reicht bis zur Ostflanke des Vulkans Cotopaxi. Es umfasst eine Fläche von etwa 3200 km². Der mittlere Abfluss bei Flusskilometer 18 beträgt 296 m³/s. 